# Sobniów (Jasło)
Sobniów – część miasta Jasło, utworzona z północno-zachodnich części sąsiedniej wsi Sobniów. Leży na południowy wschód od centrum miasta, w okolicach ulicy Sobniowskiej.

## Historia
Sobniów to dawna wieś i gmina jednostkowa w powiecie jasielskim, za II RP w woј. krakowskim. W 1934 w nowo utworzonej zbiorowej gminie Jasło, gdzie utworzyła gromadę.
Podczas II wojny światowej w gminie Jaslo w powiecie Jaslo w dystrykcie krakowskim (Generalne Gubernatorstwo). Liczył wtedy 1180 mieszkańców.
Po wojnie znów w gminie Jasło w powiecie jasielskim, w nowo utworzonym województwie rzeszowskim. Jesienią 1954 zniesiono gminy tworząc gromady. Sobniów wszedł w skład nowo utworzonej gromady Sobniów.
1 stycznia 1970 z gromady Sobniów wyłączono część terenów wsi Sobniów o powierzchni 80,2267 ha, włączając je do miasta Jasła.